# Шиловецька сільська рада
Шилове́цька сільська́ ра́да — адміністративно-територіальна одиниця та орган місцевого самоврядування в Хотинському районі Чернівецької області. Адміністративний центр — село Шилівці.

## Загальні відомості
- Населення ради: 3 028 осіб (станом на 2001 рік)

## Населені пункти
Сільській раді підпорядковані населені пункти:
- с. Шилівці

## Склад ради
Рада складається з 24 депутатів та голови.
- Голова ради: Гончар Станіслав Сергійович
- Секретар ради: Одайна Тетяна Василівна

### Керівний склад попередніх скликань
| Прізвище, ім'я, по батькові | Основні відомості                                                 | Дата обрання | Дата звільнення |
| --------------------------- | ----------------------------------------------------------------- | ------------ | --------------- |
| Гончар Станіслав Сергійович | Сільський голова, 1954 року народження, освіта вища, безпартійний | 26.03.2006   | 31.10.2010      |
| Гончар Станіслав Сергійович | Сільський голова, 1954 року народження, освіта вища, безпартійний | 31.10.2010   |                 |

Примітка: таблиця складена за даними сайту Верховної Ради України

### Депутати
За результатами місцевих виборів 2010 року депутатами ради стали:

#### За суб'єктами висування
| Суб'єкт висування | Кількість обраних депутатів | %    |
| ----------------- | --------------------------- | ---- |
| Самовисування     | 16                          | 66,7 |
| Партія регіонів   | 8                           | 33,3 |

#### За округами
| № округу        | Прізвище, ім'я, по батькові      | Дата визнання обраним | Освіта             | Партійна приналежність | Відомості про обраного депутата                                               |
| --------------- | -------------------------------- | --------------------- | ------------------ | ---------------------- | ----------------------------------------------------------------------------- |
| Партія регіонів |                                  |                       |                    |                        |                                                                               |
| 3               | Мельничук Валерій Васильович     | 31.10.2010            | середня            | позапартійний          | приватний підприємець                                                         |
| 9               | Довгий Вячеслав Іванович         | 31.10.2010            | середня            | член Партії регіонів   | приватний підприємець                                                         |
| 10              | Бабин Василь Олександрович       | 31.10.2010            | середня            | член Партії регіонів   | тимчасово не працює                                                           |
| 18              | Падурян Ніна Василівна           | 31.10.2010            | середня спеціальна | член Партії регіонів   | Шиловецька амбулаторія загальної практики — сімейної медицини, медсестра      |
| 21              | Тулюлюк Алла Валентинівна        | 31.10.2010            | середня            | позапартійна           | тимчасово не працює                                                           |
| 22              | Антонюк Сергій Степанович        | 31.10.2010            | середня спеціальна | позапартійний          | пенсіонер                                                                     |
| 23              | Рябой Віктор Порфирович          | 31.10.2010            | середня            | член Партії регіонів   | приватний підприємець                                                         |
| 24              | Антонюк Віталій Володимирович    | 31.10.2010            | середня            | позапартійний          | приватний підприємець                                                         |
| Самовисування   |                                  |                       |                    |                        |                                                                               |
| 1               | Єленюк Олександр Леонідович      | 31.10.2010            | вища               | позапартійний          | приватний підприємець                                                         |
| 2               | Мельничук Федір Юхимович         | 31.10.2010            | середня спеціальна | позапартійний          | Шиловецька сільська рада, інженер-землевпорядник                              |
| 4               | Топорівський Іван Михайлович     | 31.10.2010            | вища               | позапартійний          | Шиловецька амбулаторія загальної практики — сімейної медицини, головний лікар |
| 5               | Банар Іван Семенович             | 31.10.2010            | середня            | позапартійний          | приватний підприємець                                                         |
| 6               | Ковтюк Юрій Сергійович           | 31.10.2010            | середня            | позапартійний          | приватний підприємець                                                         |
| 7               | Мельничук Валентина Валеріанівна | 31.10.2010            | вища               | позапартійна           | Шиловецька сільська рада, спеціаліст І категорії з діловодства                |
| 8               | Одайна Тетяна Василівна          | 31.10.2010            | незакінчена вища   | позапартійна           | Шиловецька сільська рада, секретар сільської ради                             |
| 11              | Руснак Євгенія Степанівна        | 31.10.2010            | вища               | позапартійна           | Шиловецька сільська рада, головний бухгалтер                                  |
| 12              | Токар Іван Васильович            | 31.10.2010            | незакінчена вища   | позапартійний          | Шиловецька сільська рада, інспектор військово-облікового столу                |
| 13              | Молдован Василь Олексійович      | 31.10.2010            | середня спеціальна | позапартійний          | тимчасово не працює                                                           |
| 14              | Гнідко Олександр Петрович        | 31.10.2010            | середня            | позапартійний          | тимчасово не працює                                                           |
| 15              | Куделюк Людмила Сергіївна        | 31.10.2010            | незакінчена вища   | позапартійна           | Шиловецька сільська рада, касир-рахівник                                      |
| 16              | Яковець Віктор Васильович        | 31.10.2010            | вища               | позапартійний          | пенсіонер                                                                     |
| 17              | Маслій Петро Михайлович          | 31.10.2010            | вища               | позапартійний          | Шиловецька загальноосвітня школа, вчитель                                     |
| 19              | Федоруца Діна Михайлівна         | 31.10.2010            | вища               | позапартійна           | Шиловецька сільська рада, соцпрацівник                                        |
| 20              | Яковець Веніамін Іванович        | 31.10.2010            | середня спеціальна | позапартійний          | тимчасово не працює                                                           |